# Vaal
Vaal (afrikánsky Vaalrivier, anglicky Vaal River) je řeka v Jihoafrické republice. Po většinu toku tvoří hranici mezi provincií Svobodný stát na jihu a provinciemi Mpumalanga, Gauteng, Severozápadní provincie na severu. Je pravým a zároveň hlavním přítokem Oranžské řeky v Severním Kapsku. Je 1 250 km dlouhá.

## Průběh toku
Pramení v Dračích horách a protéká nejprve jimi a poté planinou Veld v hluboké dolině. Ve vzdálenosti 784 m (od městského hřiště po pramen) jihovýchodně od města Kwazanele v okrese města Breyten. Koryto řeky se skládá ze střídajících se úseků s velkým a malým průtokem. Největší přítoky jsou zleva Vilge, Fet, Rit a zprava Harts.

## Vodní režim
Vyšší úrovně hladiny dosahuje v létě od listopadu do února. Průměrný roční odtok je 600 mil. m³ na horním toku a 3 600 mil. m³ na toku dolním.

## Využití
Řeka se využívá pro zásobování vodou a to především pro velkou zlatou průmyslovou oblast Witwatersrand a také k zavlažování (vodní soustava Vaal-Harts). U ústí Vilge byla vybudována velká přehrada Vaal-Vilge. Na řece leží město Vereeniging.

## Historie
Název řeky pochází z holandského překladu původního domorodého názvu odvozeného od barvy vody během záplav. Nemá nic společného s holandsku řekou Waal. Řeka tvořila historickou hranici mezi dvěma búrskými státy, Oranžským svobodným státem a Transvaalem. Jméno Transvaal lze přeložit jako "za řekou Vaal".